# Franco Eco
Franco Eco (Crotone, 28 settembre 1984) è un compositore, produttore discografico, regista teatrale e direttore artistico italiano.

## Biografia

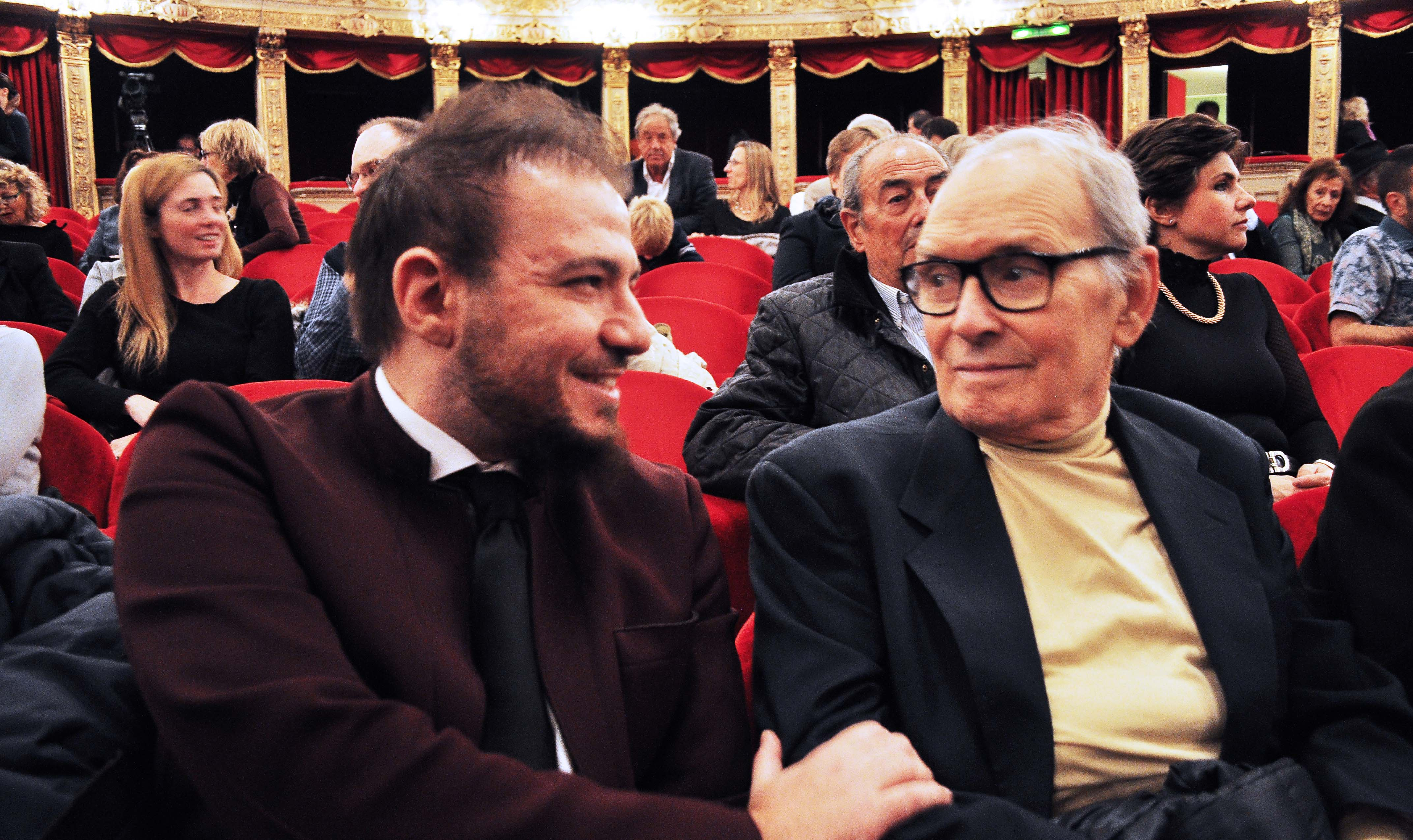
Franco Eco e Ennio Morricone al Premio Sonora nel 2014.

Principalmente compositore di colonne sonore per il cinema, ha scritto musiche per oltre 40 film e documentari pubblicando per Warner Chappell Music Italiana, Sony Music e Ala Bianca e collaborando con storici produttori cinematografici quali Luciano Martino, Agostino Saccà, Pietro Innocenzi, Franco Scaglia in produzioni italiane, statunitensi, russe, ucraine e filippine. La sua poetica musicale risente degli studi in arte e filosofia,  formandosi con i filosofi appartenenti al Gruppo 63 tra cui Luciano Nanni, Giuliano Scabia e registi teatrali come Emanuele Montagna, Gabriele Lavia e Glauco Mauri. Nel 2022 ha ricevuto dal sindaco di Bologna Matteo Lepore il Diploma Honoris Causa in Arte Drammatica per la Scuola di Teatro Colli.
Esordisce nel 2009 con il suo primo album dal titolo Dante Concert dedicato ai personaggi della Divina Commedia di Dante Alighieri. L'album ebbe una certa risonanza dalla critica musicale dal momento che la prefazione dell'album fu firmata da Giulio Andreotti, all'epoca presidente della Casa di Dante in Roma.
Per le celebrazioni della canonizzazione di Giovanni XXIII e Giovanni Paolo II, il Vaticano e Sky gli commissionano le musiche per il documentario sull'evento che sarà trasmesso in 3D in tutto il mondo (con la voce narrante di Giancarlo Giannini). Ottiene la laurea magistrale in Discipline Teatrali presso il DAMS dell'Università di Bologna e dopo gli studi di pianoforte e violino si diploma in composizione sotto la guida di Gianluca Podio al Saint Louis di Roma. È stato compagno di studi della pianista Federica Fornabaio e si è specializzato nelle politiche culturali presso la Scuola di Servizio Civico fondata da Francesco Rutelli.
Nel 2019 ha ricevuto la nomination ai Globi d'oro 2019 per la migliore musica insieme a Gabriele Panico per il film Il bene mio diretto da Pippo Mezzapesa con Sergio Rubini. Ha scritto le musiche per i programmi RAI quali Report, Ballarò, Chi l'ha visto?, I giganti, Dario Fo e Franca Rame: la nostra storia. Nel 2015 scrive parte delle musiche sull'installazione museale "Viaggio nei fori" per il Foro di Augusto a Roma da un'idea di Piero Angela. Per il film La corrispondenza, Giuseppe Tornatore ed Ennio Morricone scelgono un brano composto da Franco Eco inserendolo nella colonna sonora originale del film.
In ambito teatrale è stato regista di diversi allestimenti teatrali, tra cui Il colore del sole di Andrea Camilleri con l'adattamento teatrale del drammaturgo Gian Maria Cervo, spettacolo che ha debuttato in anteprima nel 2016 al Piccolo Teatro di Milano. Dal 2015 è direttore artistico del ventennale Festival dell'Aurora.
Dal 2017 al 2020 ricopre la carica di consigliere "attaché culturel" nel corpo diplomatico dell'Ambasciata del Benin curando i rapporti culturali tra il Governo del Benin, lo Stato italiano e la Comunità Europea. Svolge masterclass sulla colonna sonora in tutto il mondo in collaborazione con la Farnesia e gli Istituti Italiani di Cultura all'Estero (Los Angeles, Kiev, Manila, Khartoum, Cotonou).

## Premi e riconoscimenti
- Premio Sonora miglior giovane compositore[4] - (2014)
- International Independent Film Awards Gold Award Original Score - (2016)
- Nomination Globo d'oro alla migliore musica - (2019).

## Colonne sonore
- Gian Carlo Fusco - Documentario (2010)
- Oggetti smarriti (2011)
- Come trovare nel modo giusto l'uomo sbagliato (2011)
- Napoletans (2011)
- Gunes - Corto (2011)
- In fila per due - Corto (2012)
- Tatoo - Corto (2012)
- La buona stella - Documentario (2013)
- La lezione - Corto (2013)
- Bad Girl - Corto (2013)
- Bologna 2 agosto: i giorni della collera (2014)
- La corona spezzata (2014)
- Ultima fermata (2015)
- La canonizzazione dei Papi - 27 aprile racconto di un evento - documentario (2014)
- Of sinners and saints (Italia/Filippine 2015)
- Exiles. I/II - Documentario (2015)
- Baciato dal sole - serie televisiva (2015)
- Catturandi - Nel nome del padre - serie televisiva (2015)
- Fausto & Furio (2015)
- Raising the Bar (USA/Australia, 2016) add. music
- Made in Italy: Ciao Brother (2016) add. music
- Burlesque Extravaganza - Documentario (2016)
- A family of three (Italia/Filippine 2016)
- Radio migrante - Documentario (2016)
- La corrispondenza (2016) add. music
- Il crimine non va in pensione (2017)
- Červonyj (Ucraina, 2017)
- Gramigna (2017)
- Di tutti i colori (Liubov pret-a-porte) (Italia/Russia 2017)
- Un amore così grande (Italia 2018)
- Il bene mio (Italia 2018)
- Pozivnij "Banderas" (Ucraina 2018)
- Il cinema non si ferma (2020)
- Nikola Tesla (2020)
- Pandemiocracy - Doc (2020)
- Codice Karim (2021)
- Tenebra (2022)
- E buonanotte (2022)

## Discografia
- Dante Concert - UdU Records
- Oggetti Smarriti - Warner Chappell Music Italiana
- Come trovare nel modo giusto l'uomo sbagliato - Warner Chappell Music Italiana
- Napoletans - Warner Chappell Music Italiana
- Bologna 2 agosto: i giorni della collera - Warner Chappell Music Italiana
- The Broken crown (La corona spezzata) - Warner Chappell Music Italiana
- The tesaure of Edinburgh (Il tesoro di Edimburgo) - Ala Bianca
- Shining Lisbon (Lisbona la lucente) - Ala Bianca
- Ultima fermata - Ala Bianca
- Liubov pret-a-porte - Ala Bianca
- Of sinners and saints - Smooth Notes
- Il crimine non va in pensione - Ala Bianca
- Fausto & Furio - Ala Bianca
- Červonyj - InsightMedia
- Gramigna - Ala Bianca
- Un amore così grande - Nazionale Italiana Cantanti
- Il bene mio - Ala Bianca
- Pozivnij "Banderas" - Tri-ya-da Production
- Codice Karim - Skené, Lime Film, Rai Cinema
- Tenebra - Skené

- E Buonanotte - Skené, Lime Film
- Illusio - Skené

## Produttore
- Musica - Dante Concert di Franco Eco. Prefazione al disco di Giulio Andreotti.
- Musica - Stabat Mater di Giovanni Battista Pergolesi.
- Musica - Tra cielo e mare di Chiara Ranieri - X Factor (Italia) (terza edizione).
- Cinema -  Radio Migrante] regia di Gaetano Crivaro ed Emanuele Milasi. Opera finalista al Social World Film Festival ed. 2016.
- Teatro - Il colore del sole di Andrea Camilleri. Drammaturgia di Gian Maria Cervo. Regia e musiche di Franco Eco. (in coproduzione con il Festival Internazionale Quartieri dell'Arte).
- Teatro - Pericle, principe di Tiro di William Shakespeare. Regia di Lorenzo D'Amico De Carvalho. (in coproduzione con il Centro Sperimentale di Cinematografia, Teatro Stabile d'Abruzzo, Festival Internazionale Quartieri dell'Arte) Opera riconosciuta dal British Council per le celebrazioni mondiali dei 400 anni dalla morte di W. Shakespeare.
- Teatro - La fenice e la tortora da William Shakespeare. Drammaturgia di Joele Anastasi, Alberto Bassetti, Gian Maria Cervo, Flaminia Gressi, Stefano Pastore. Regia e musiche di Franco Eco.